# 마야이 파수아
마야이 파수아(스와힐리어: mayai pasua)는 케냐의 달걀 요리이다. 삶은 달걀을 반으로 가르고 카춤바리를 채운 길거리 음식이다. "마야이(mayai)"는 스와힐리어로 "알"을 뜻하는 "야이(yai)"의 복수형이며, "파수아(pasua)"는 "가르다"라는 뜻이다. "반으로 가른 알(달걀)"이라는 뜻이다.

## 같이 보기
- 계란초
- 스모키 파수아